# Jungfruskär (Houtskär)
Jungfruskär est un groupe d'îles de l'archipel finlandais à Pargas en Finlande.

## Géographie
Les plus grandes îles sont Storlandet, Nölstö et Hamnö. 
Le groupe d'ile est situé dans l'archipel finlandais au centre de Kihti, à environ 28 km à l'ouest de Galtby à Korppoo près de Skiftet,.
Jungfruskär appartient en partie au parc national de l'archipel.

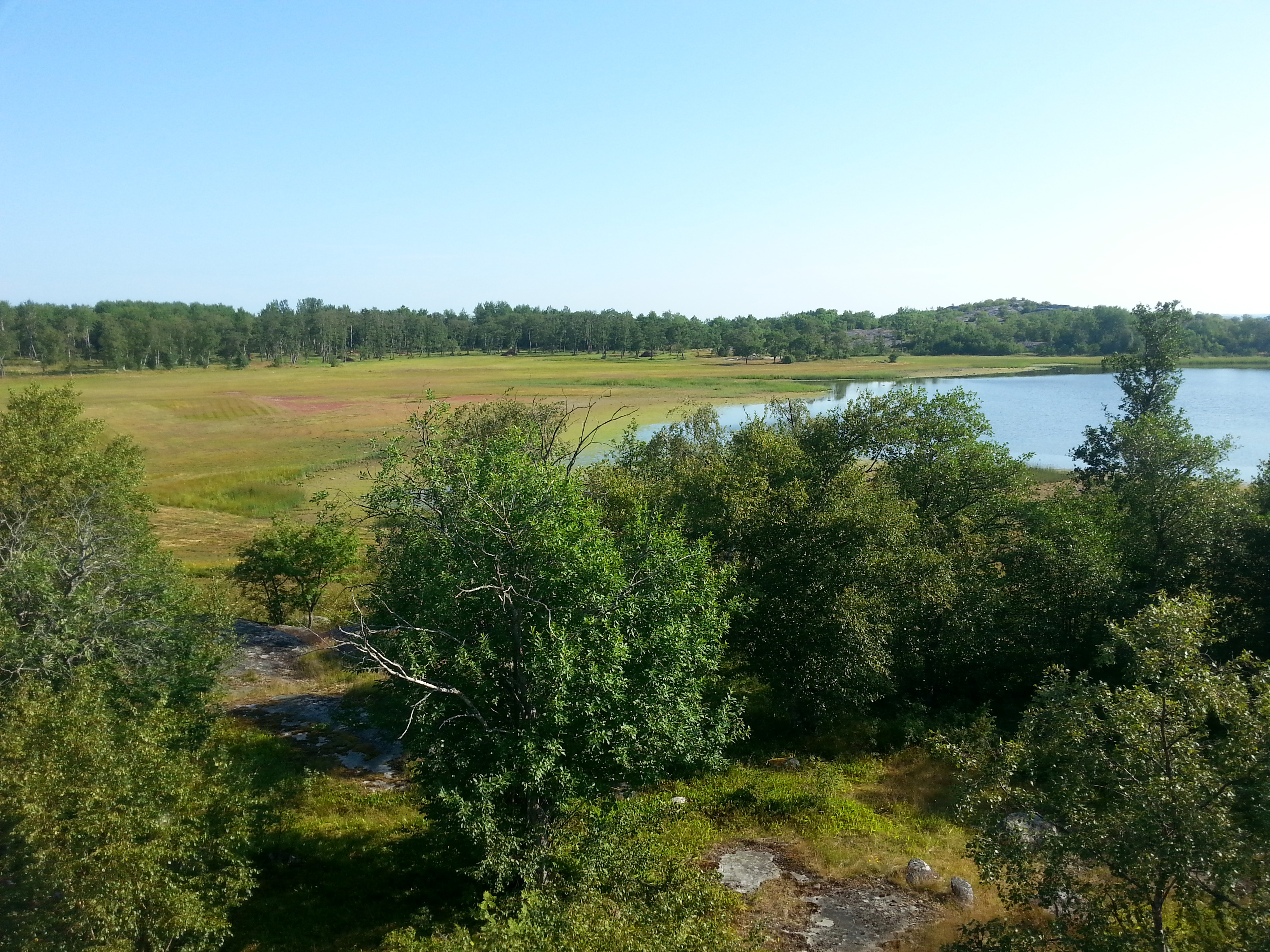
Rivages